# ばちこい!
『ばちこい!』は、テレビバラエティ番組。瀬戸内海放送が制作・放送した岡山県・香川県のローカル番組である。2001年6月から2005年12月まで放送された。題名は「ばっちり恋しよう!」の略。
お笑いコンビの海砂利水魚（現・くりぃむしちゅー）が司会を務め、またテリー伊藤が番組プロデューサーを担当していた。ローカル番組であるが全国区のタレントを起用していた番組である。海砂利水魚降板後は、出演者のやるせなすが司会に起用された。本番組終了後は、後継番組として、おぎやはぎと愛川ゆず季司会の『ポイチョ!』が放送された。

## 概要
全国区で活躍するお笑い芸人の海砂利水魚を司会に、同じく全国区で活躍する番組製作会社ロコモーション社長のテリー伊藤を総合プロデューサーに迎え、大々的に放送が開始された。なお、両者とも番組中期以降は番組を離脱している。ちなみに、番組の題字を書いたのは、テリー伊藤である。
番組開始当初は、岡山・香川在住の男性が東京の女性と東京で合コンを行う企画がメインであった。何回かに行われる投票で一緒に居たくない男性または女性を無記名投票で行い、一番多かった人間から脱落していき、最後に残った一組が告白してOKだったらカップル誕生というもの。また、岡山・香川在住の10 - 20代の女性からオーディションによりモーニング娘。のような女性ユニットを作ろうという企画も行われ、「ばちっ娘!（ばちっこ）」が誕生した。番組中期頃からは「ばちっ娘」とともに岡山・香川でロケを行うことが多くなり、合コン企画は不定期で放送された。

## 「ばちこい!」から「ポイチョ!」へ
海砂利が「くりぃむしちゅー」に改名するとともに仕事が忙しくなり、2004年3月にくりぃむは降板。同年4月からはやるせなすがMCに就任した。2005年の12月をもって本番組は終了。後継番組として『ポイチョ!』がスタートした。メンバーの入れ替わりがあったものの「ばちっ娘!」は『ポイチョ!』にも引き続いて出演した。

## 放送時間
- 毎週金曜　24:20 - 24:50（JST）

## 主な出演者
- 海砂利水魚（初代総合司会） - 番組開始〜2004年3月。途中で現コンビ名が現在のくりぃむしちゅーに変わった。
- やるせなす（二代目総合司会） - 2004年4月〜番組終了まで出演。
- ほしのあき（アシスタント） - 番組開始〜終了まで出演。唯一の全編出演者。番組終了後、ほしのあきはブレイクした。
- MEGUMI（レギュラー→準レギュラー） - 岡山出身。初期からレギュラー出演していたが、後に準レギュラーに変わり、中期以降はオープニングのクレジットのみで本編には登場していない。
- シャカ（準レギュラー） - 香川出身。ロケ企画に不定期に出演。

## 備考
- 一時期、愛媛朝日テレビでもネットされた。